# سفيتوزار ماركوفيتش
سفيتوزار ماركوفيتش (بالإنجليزية: Svetozar Marković) (بالسيريلية الصربية: Светозар Марковић) (9 سبتمبر عام 1846 - 26 فبراير عام 1875) هو ناشط سياسي صربي وناقد أدبي وفيلسوف اشتراكي. طور فلسفة علم الإنسان من خلال برنامج محدد للتغيير الاجتماعي. كان يُطلق عليه اسم الصربي نيكولاي دوبروليوبوف.

## الدراسة في الخارج
على مدى السنوات الثلاث اللاحقة، عاش ماركوفيتش في روسيا واقعًا تحت تأثير الراديكاليين الرُّوس في ستينيات القرن التاسع عشر. كان هؤلاء من أتباع الاشتراكي الزراعي نيكولاي تشيرنيشيفسكي، الذي كتب وحرر في صحيفة ذا كونتيمبوراري لنيكولاي نيكراسوف. التقى هناك بديمتري بيساريف وليوبن كارافيلوف، اللذين قاما في خريف عام 1876 بالمشاركة كمتطوعين في الحروب الصربية التركية حتى انضما بعد ذلك إلى الوحدة البلغارية غير النظامية مع الجيش الروسي في الحرب الروسية العثمانية (1877-1878). جنبًا إلى جنب مع عدد قليل من زملائه في المدرسة، من بينهم: ميخائيل كاتكوف وكونستانتين بوبيدونوستسيف وأليكسي سوفورين، بدأ ماركوفيتش بنشر مشاعر الديمقراطية بين الفلاحين بشكل سري. بسبب طبيعته المتعاطفة، فقد تأثر بالسخط على الأساليب الوحشية المتبعة تجاه النشطاء، وخاصةً السجناء السياسيين، بالإضافة إلى التدابير الصارمة التي شعرت السلطات بأنها مجبرة على اتخاذها من أجل قمع الحركة الثورية. دفعه سخطه هذا إلى الوفاق مع أولئك الذين دافعوا عن قبول الأساليب الدستورية، لكن لفترة محددة. ونتيجةً لذلك، عرّض نفسه للخطر بالبقاء في روسيا خوفًا من أن تعتقله السلطات الروسية بسبب تعاطفه الاشتراكي مع الثوار. بعد ذلك، غادر إلى زيورخ، سويسرا لمتابعة نشاطه السياسي.
استقر لبعض الوقت في سويسرا، التي كانت تُعرف آنذاك باسم ملاذ القادة الثوريين، مثل يوهان فيليب بيكر وآخرين. في المعهد الفدرالي السويسري للتكنولوجيا في زيورخ (إي تي إتش زيرخ)، جامعة العلوم والتكنولوجيا والهندسة والرياضيات في مدينة زيورخ، استأنف ماركوفيتش دراسته واستمر في وقت فراغه في كتابة مقالات حول القضايا الاجتماعية والسياسية. هناك أيضًا، أعاق نشاطه السياسي دراسته. أُلغيت منحته الدراسية بعد نشر مقاله المعنون «أوهامنا» (ناش أوبمان) في صحيفة زاستافا في عام 1869، الذي انتقد فيه الدستور الصربي والنظام السياسي. عندما تم تعليق منحته الدراسية، عاد إلى بلغراد بأفكار جديدة. التقى بالصحفية بيرا تودوروفيتش، إحدى مؤسسي حزب الشعب الراديكالي في المستقبل وزوجته الصحفية ميليكا نينكوفيتش ومثقفين شباب آخرين أرادوا إحداث التغيير. بدأ ماركوفيتش على الفور في جذب الانتباه، ومن عام 1868 حتى وفاته المبكرة، أصبح أحد الشخصيات البارزة في سعي صربيا لاستعادة أراضي أجدادها المفقودة والدخول في مجاملة الأمم.

## العودة إلى البلقان
بعد وقت قصير من عودته، جمع ماركوفيتش مجموعة صغيرة من الطلاب، من بينهم الزعيم الراديكالي المستقبلي نيكولا باشتش. في ذلك الوقت، كانت صربيا تحت حكم الوصاية نيابةً عن الأمير ميلان الأول منذ عام 1868. في ربيع عام 1869، وقّع الحزب الليبرالي الصربي اتفاقًا مع حكم الوصاية وتم وضع دستور مع جمعية بدون أية صلاحيات. ندد ماركوفيتش بهذه الصفقة ووصفها بأنها استسلامًا وشكل حزبًا راديكاليًا صغيرًا.
سعى ماركوفيتش بعدها لانتزاع السيطرة على جناح الشباب أوملادينا من الحزب الليبرالي. اجتمع كونغرس أوملادينا في أواخر أغسطس عام 1870 في مدينة نوفي ساد الصربية، التي كانت في تلك الأيام في أيدي النمسا والمجر، لكنها بالقرب من الحدود الصربية. اقترح ماركوفيتش وزملاؤه الراديكاليون قرارًا يدعو إلى تبني اللامركزية وعدد من التدابير الاجتماعية التي بدأت بما يلي: «حل مشكلة الجنسية في الإمبراطورية النمساوية المجرية والمسألة الشرقية بناءً على مبدأ "الإنسانية الحرة"».
ردَّ أنصار فلاديمير يوفانوفيتش الليبراليون بالدعوة إلى سياسة خارجية عدوانية قائلين بأن السياسات الداخلية يجب أن تحتل المرتبة الثانية لتوحيد السلاف الجنوبيين. تم التوصل إلى حل وسطي يدعو إلى اللامركزية والسياسة الخارجية التوسعية.
في 1 يونيو عام 1871، أطلق ماركوفيتش أول صحيفة اشتراكية في صربيا بالتعاون مع دورا ليوتشيتش كمحررة. حققت الصحيفة رادينيك (ذا ووركر) توازنًا دقيقًا لنشر الأحداث مع تجنب طباعة أي شيء من شأنه حظرها. أثبتت الصحيفة نجاحها الكبير. سرعان ما شجبتها المؤسسة باعتبارها أول صحيفة اشتراكية في البلقان. اتهمت مجموعة من نواب الجمعية الوطنية الصربية صحيفة رادينيك بنشر الشيوعية «وبالتالي التعدي على أسس الدولة بحد ذاتها؛ الإيمان والأخلاق والممتلكات».
في مارس عام 1872، قررت الحكومة اعتقال ماركوفيتش، إلا أنه كان قد حُذر مسبقًا لذا قام بالهرب عبر سافا إلى الأراضي المجرية. أخيرًا، تجاوزت صحيفة رادينيك الحدّ بشكل مبالغ فيه عندما نشرت مقالًا تصف فيه المسيح بأنه شيوعي وثوري. باستخدام ذلك كذريعة، حظرت الحكومة الصحيفة في مايو عام 1872 بتهمة ازدراء الأديان والخيانة.